# Palacio de los Montesoro
El palacio de los Montesoro o palacio de Rivas es un palacio situado en la localidad guadalajareña de Molina de Aragón (España). Se trata de un edificio de tres plantas que se encuentra en la calle de las Cuatro Esquinas y cuenta con una portada arquitrabada, con un escudo heráldico de la familia Montesoro a la altura de la primera planta, en el centro de la fachada de color azul. En la primera planta hay cuatro balcones, y en la segunda cuatro ventanas. Destaca el interior del edificio.
En este palacio vivió la beata María Jesús López de Rivas, conocida como «el letradillo de Santa Teresa».